# Danny Aiello
Daniel Louis Aiello Jr. (Nova Iorque, 20 de junho de 1933 — Nova Jersey, 12 de dezembro de 2019) foi um ator norte-americano de origem italiana. Morreu no dia 12 de dezembro de 2019 aos 86 anos.

## Filmografia[1]
- The Shoemaker, 2006
- The Last Request, 2006
- Lucky Number Slevin, 2006
- Stiffs, 2006
- Brooklyn Lobster, 2005
- The Fool, 2005
- Zeyda and the Hitman, 2004
- Mail Order Bride, 2003
- The Last Request, 2002
- Off Key, 2001
- Prince of Central Park (2000), 2000
- Dinner Rush, 2000
- Mambo Café, 2000
- 18 Shades of Dust, 1999
- Wilbur Falls, 1998
- Bring Me the Head of Mavis Davis, 1997
- A Brooklyn State of Mind, 1997
- 2 Days in the Valley, 1996
- City Hall, 1996
- Mojave Moon, 1996
- Brother's Destiny, 1995
- Two Much, 1995
- Lieberman in Love, 1995
- Power of Attorney, 1995
- Prêt-à-Porter, 1994
- Léon, 1994
- Save the Rabbits, 1994
- Me and the Kid, 1993
- The Pickle, 1993
- The Cemetery Club, 1993
- Mistress, 1992
- Ruby, 1992
- The Godfather Trilogy: 1901-1980, 1992
- 29th Street, 1991
- Hudson Hawk, 1991
- Once Around, 1991
- The Closer, 1990
- Madonna: The Immaculate Collection, 1990
- Jacob's Ladder, 1990
- He Ain't Heavy, 1990
- Harlem Nights, 1989
- The Preppie Murder, 1989 (TV)
- Do the Right Thing, 1989
- White Hot, 1989
- January Man, 1989
- Shocktroop, 1989
- The Third Solution, 1989
- Russicum - I giorni del diavolo, 1988
- Alone in the Neon Jungle, 1988 (TV)
- Moonstruck, 1987
- The Pick-up Artist, 1987
- Daddy, 1987 (TV)
- Man on Fire (filme de 1987), 1987
- Radio Days, 1987
- Key Exchange, 1985
- The Protector, 1985
- The Stuff, 1985
- The Purple Rose of Cairo, 1985
- Lady Blue, 1985 (TV)
- Old Enough, 1984
- Once Upon a Time in America, 1984
- Broadway Danny Rose
- Deathmask, 1984
- Blood Feud, 1983 (TV)
- A Question of Honor, 1982 (TV)
- Chu Chu and the Philly Flash, 1981
- Fort Apache the Bronx, 1981
- Hide in Plain Sight, 1980
- A Family of Strangers, 1980 (TV)
- Defiance, 1980
- Bloodbrothers, 1978
- Fingers, 1978
- The Last Tenant, 1978 (TV)
- Lovey: A Circle of Children, Part II, 1978 (TV)
- Hooch, 1977
- The Front, 1976
- The Godfather: Part II, 1974
- Bang the Drum Slowly, 1973
- The Godmothers, 1973